# Green Lantern Versus Aliens
Green Lantern Versus Aliens (рус. Зелёный Фонарь против Чужих) — мини-кроссовер из четырёх выпусков, изданная DC Comics совместно с Dark Horse Comics в сентябре-декабре 2000 года. Серия написана Роном Мартцем и проиллюстрирована Риком Леонарди вместе с Марком Перкинсом и с обложками Дуэйна Тёрнера.
Несколько персонажей серий о Зелёных Фонарях, в первую очередь Кайл Райнер, встречаются с ксеноморфами Чужими из одноимённой франшизы. Несмотря на то, что события происходят в основной вселенной DC, они не входят в её канон и несколько отличаются, например, Брик и Салаак ещё живы, а в текущих сериях основного канона DC нет никаких упоминаний, что на планете Мого когда-либо появлялись Чужие. В 2001 году серия была собрана в коллекционное издание с твёрдой обложкой художника Эрика Колера.

## Сюжет
История начинается с флэшбека, где изображён Барин Чар, Зелёный Фонарь сектора 1522, который умирает, когда сразу несколько ксеноморфов появляются из его груди. Хэл Джордан, который на момент происходящих событий уже давно мёртв, был возвращён Стражами Вселенной и отправлен вместе с группой Зелёных Фонарей Киловогом, Катма Туи, Салааком, Томаром-Ре и Грин Мэном, которые были информированы об исчезновении Барин Чара, отправились на предполагаемое место его смерти. Отследив сигнал его кольца, они находят тело Чара в одной из пещер и группу ксеноморфов там же. Вместо того, чтобы их уничтожить, Хэл Джордан принимает решение перевезти их на планету Мого, чтобы сделать из них разрушительное оружие и использовать против врагов Зелёных Фонарей.
Десять лет спустя космическое судно, перевозящее руду, терпит аварию и совершает вынужденную посадку на Мого. Пять инопланетян — Салаак, Брик, ксударианей Томар-Дар, Аш и М’Хданна, (которые являются либо бывшими Зелёными Фонарями, либо должны были ими стать во время Изумрудных сумерек) отправляются на Землю, в квартиру Кайла Райнера, который в то время уже был Зелёным Фонарём Земли. Они информируют Райнера об аварии и вместе с ним отправляются туда. На Мого они находят Кроу, командира судна, которая говорит Райнеру о том, что Чужие убили 37 членов экипажа, а её одну оставили в живых по неизвестной причине. Она ведёт его внутрь корабля, где Чужие нападают на них и берут их в плен, оставляя только Райнера, Кроу и Салаака. Райнер пытается схватить Томара-Дара, но его кольцо падает с пальца в шахту.
Кайл и Салаак спускаются вниз, где им удаётся отбить атаку нескольких ксеноморфов, а также находят камеру, где находятся королева и члены экипажа Кроу в коконах на стенах. Кайл видит на полу своё кольцо, а Кроу решает отвлечь Чужих и дать шанс остальным сбежать. Она прощается с Кайлом и целует его, а затем прыгает в огонь, захватив с собой несколько ксеноморфов, а Кайлу удаётся заполучить своё кольцо. Лицо Кроу обгорело на половину и Кайл видит, что она — гиноид. Кроу говорит Кайлу, что её повреждения необратимы и ему нужно оставить её и уничтожить оставшихся Чужих. Райнер уходит, успев с помощью кольца вытащить остальных оставшихся в живых, а также членов экипажа, и взрывает Чужих. Аш, Брик и Салаак не выживают. Кайл возвращается на Землю и размышляет о том, что ему снова выпало разбирать проблемы Хэла Джордана и его «наследие».

## Отзывы
Оценки каждого из четырёх выпусков мини-серии на сайте Comic Book Database варьируются от 8 до 8,5 баллов из 10, а сайт GoodReads оценил серию в 2,8/5.

## Коллекционные издания
| Название                    | Включённые выпуски               | дата                                                 | ISBN                            |
| --------------------------- | -------------------------------- | ---------------------------------------------------- | ------------------------------- |
| Green Lantern Versus Aliens | Green Lantern Versus Aliens #1—4 | сентябрь 2001 (Titan Books) август 2001 (Dark Horse) | ISBN 1840232838 ISBN 1569715386 |